# فرنک اس. بلک
فرنک سوت بلک (Frank Swett Black) (زادهٔ ۸ مارس ۱۸۵۳ – درگذشتهٔ ۲۲ مارس ۱۹۱۳)، ویرایشگر روزنامه، وکیل و سیاستمدار آمریکایی بود. او یک جمهوری‌خواه، عضو مجلس نمایندگان ایالات متحده در سال‌های ۱۸۹۵ تا ۱۸۹۷ و سی و دومین فرماندار ایالت نیویورک از سال ۱۸۹۷ تا ۱۸۹۸ بود.
بلک اهل لیمینگتون، مِین است، درسال ۱۸۷۵ از کالج دارتموث فارغ‌التحصیل شد و به نیویورک نقل مکان کرد، جاییکه برای روزنامه‌های جانستون و تروی ویرایش و گزارش تهیه می‌کرد. او در رشته حقوق تحصیل نمود و در سال ۱۸۷۹ در وکالت پذیرفته شد و در تروی مشغول به کار شد.
بلک با سخنرانی برای نامزدهای جمهوری‌خواه و ریاست حزب در شهرستان رنسلر وارد سیاست شد. درسال ۱۸۹۴، او یک نامزد موفق برای مجلس نمایندگان ایالات متحده بود و به‌صورت پاره‌وقت از مارس ۱۸۹۵ تا ژانویه ۱۸۹۷ خدمت کرد. بلک قبل از پایان دوره خدمت خود استعفا نمود چون که به عنوان فرماندار انتخاب شده بود.
در سال ۱۸۹۶، بلک نامزد موفق جمهوری‌خواهان برای فرمانداری بود. او یک دوره، از ژانویه ۱۸۹۷ تا دسامبر ۱۸۹۸ خدمت کرد. او یک نامزد ناموفق برای نامزدی مجدد در سال ۱۸۹۸ بود و در کنوانسیون ایالتی حزب از تئودور روزولت شکست خورد تا در انتخابات عمومی پیروز شود. پس از ترک قدرت، بلک وکالت را از سر گرفت و به عنوان سخنران مبارزات انتخاباتی نامزدهای جمهوری‌خواه در سیاست فعال ماند. او در تروی در ۲۲ مارس ۱۹۱۳ در خانه تابستانی خود، در مزرعه‌ای در فریدرم، نیو همپشایر به خاک سپرده شد.

## اوایل زندگی
بلک در ۸ مارس ۱۸۵۳ در نزدیکی لمینگتون، مِین به‌دنیا آمد، او یکی از یازده فرزند کشاورز جیکوب بلک و شارلوت (باترز) بلک بود. پدرش پس از پذیرش‌اش در یک پُست به عنوان نگهبان زندان شهرستان یورک، خانواده‌اش را به آلفرد، مِین منتقل کرد. بلک در سال ۱۸۷۱ از آکادمی لبنان فارغ‌التحصیل شد. سپس در جریان تحصیل در کالج دارتموث، نیز به تدریس در مدرسه پرداخت. او در سال ۱۸۷۵ با مدرک لیسانس هنر فارغ‌التحصیل شد ویراستار سه نشریه دانشجویان مدرسه بود و جوایزی را نیز برای سخنوری دریافت نمود. در دوران کالج او به انجمن اخوت دلتا کاپا اپسیلون پیوست.

## آغاز حرفه
پس از اتمام تحصیلات، بلک به رم، نیویورک تغیر مکان داد، جاییکه او کرومو لیتوگرافی می‌فروخت. او به‌زودی به جانستون، نیویورک رفت تا سردبیر ژورنال جانستون شود، ناشر آن عضوی حزب جمهوری‌خواه استالوارت بود که به روسکو کانکلینگ «عضوی نیمه نژاد حزب جمهوری‌خواه و پیرو جمیز جی. بلین» وفادار بود، بلک موضع سیاسی نشریه را تغییر داد، درحالیکه ناشر آن خارج از شهر بود و به همین دلیل فوراً اخراج گردید. سپس به تروی نیویورک رفت که در آنجا برای نشریه‌های تروی ویگ و تروی تایمز کار نماید. زمانی‌که به عنوان گزارشگر شبانه، دبیر در اداره پُست تروی و همکار پردازش کار می‌کرد، در مؤسسه رابرتسون و فاستر در رشته حقوق تحصیل کرد. بلک در سال ۱۸۷۹ در وکالت پذیرفته شد و در تروی به کار در وکالت پرداخت.
در سال ۱۸۸۸، بلک کارزار تبلیغاتی بنجامین هاریسون را برای ریاست جمهوری انجام داد. درسال ۱۸۹۲، او برای انتخاب مجدد هریسون تبلیغ کرد، اما هاریسون توسط ریس جمهور سابق گرویر کلیولند شکست خورد. در ادامه فعالیت‌های سیاسی او شامل خدمتش به عنوان رئیس حزب جمهوری‌خواه در شهرستان رنسیلر می‌شود. در مارس ۱۸۹۴ مشاجره در روز انتخابات میان جمهوری‌خواهان و دموکرات‌ها در تروی با قتل رابرت راس که جمهوری‌خواه بود، به اوج خود رسید. بلک در پیگیری متهمان «بارتولومیو «بات» ِشی و جان مک گوف که مجرم شناخته شده بودند» همکاری کرد. مک گاف به بیست سال زندان محکوم شد وِ شی اعدام شد.

## مجلس ایالات متحده
عمدتاً به علت علنی بودن پرونده قتل راس، بلک برای نمایندگی کنگره نوزدهم نیویورک در نشست کنگره ۵۴ ایالات متحده در نوامبر ۱۸۹۴ انتخاب گردید. او از چهار مارس ۱۸۹۵ تا ۷ ژانویه ۱۸۹۷ مصروف خدمت بود تا اینکه برای فرمانداری برگزیده شد و استعفا داد. بلک در طی مدت حضورش در مجلس نمایندگان، عضو کمیتهٔ راه‌آهن اقیانوس آرام و کمیتهٔ مطالبه زمین‌های خصوصی بود. او نماینده در اجلاس ملی جمهوری‌خواهان ۱۸۹۶ بود و از ویلیم مک کینلی برای ریاست جمهوری حمایت کرد.

## فرماندار
بلک در سال ۱۸۹۶ برای فرمانداری ایالت برگزیده شد و از ۱ ژانویه ۱۸۹۷ تا ۳۱ دسامبر ۱۸۹۸ خدمت کرد. نکتهٔ برجسته فرمانداری او تکمیل ساخت و ساز کاخ مجلس شورای ایالتی نیویورک بود که با تأخیر در زمان‌بندی و به‌علت فزونی هزینه مختل گردید.
به عنوان فرماندار، بلک از حفاظت محلی که اکنون به‌نام پارک ایالتی آدیروندک شناخته می‌شود، حمایت کرده و در بخشی از این تلاش‌ها، او برای تأسیس کالج جنگلداری ایالتی نیویورک نیز نظارت داشت. در دوران فرمانداری بلک، بخش‌های که اکنون شهر نیویورک را تشکیل می‌دهد در یک شهرداری ادغام شدند.
بلک همچنین بر مشارکت نیویورک در جنگ اسپانیا - آمریکا نظارت داشت. تحت رهبری او، ۱۶۰۰۰ سرباز نیویورکی پرورش و آموزش دیدند و برای الحاق به ارتش ایالات متحده که برای جنگ گسترش می‌یافت، تجهیز شدند. علاوه بر این، او با موفقیت از اصلاحات انتخاباتی، از جمله اجازه دادن به سربازان برای رأی دادن در زمان که خارج از ایالت یا خارج از ایالات متحده بودند، دفاع نمود.
درجریان مبارزات انتخابات خود در سال‌های ۱۸۹۴ و ۱۸۹۶ بلک در همایش جمهوری‌خواهان توسط دست اندر کار سیاسی لوئیس اف. پاین که عمدتاً یکی از همکاران فاسد توماس سی. پلات، رئیس حزب جمهوری‌خواه ایالت نیویورک پنداشته می‌شد، نامزد شد. در زمان فرمانداری، بلک با انتصاب پین به عنوان سرپرست بیمه ایالتی، جنجال برپا کرد. با وجود انتقاد طرفداران حکومت‌داری خوب و اصلاح خدمات ملکی، بلک به حمایت‌اش از پین ادامه داد. گرچه بلک از پین حمایت نمود اما هنگامی که با موفقیت با لایحه‌ای که پلات (Platt's) آن را می‌پسندید، مخالفت نمود. کاریکاتورهای سرمقاله روزنامه‌ها در انتقاد از مقامات دولتی ایالت ممنوع می‌شد، نا رضایتی پلات را به‌عنوان فرماندار برانگیخت. تئودور روزولت در مقابله با انتصاب مجدد پین، پیروز شد که به انتخاب نامزد دیگری انجامید.
در اواخر دوره بلک، مقامات ایالتی متهم به هدر دادن پول مالیات دهندگان در پروژه‌ای برای توسعه کانال ایری شدند که به دلیل تأخیر و هزینه‌های گزاف طرح بی‌فایده و ناسنجیده تلقی می‌شد. شانس بلک برای انتخاب مجدداش به خطر افتاد، بنابرین جمهوری‌خواهان تئودور روزولت را به صفت نامزد فرماندار ایالت در سال ۱۸۹۸ جانشین او کردند او که اخیراً در طول جنگ اسپانیا و آمریکا به مقام قهرمانی در کوبا دست یافته بود. روزولت با غلبه با بر نامزد دموکرات، آگوستوس وان وایک، در انتخابات عمومی ماه نوامبر پیروز شد. در سال ۱۸۹۹، یک کمیسیون تحقیقاتی که توسط بلک منصوب شده بود، همراه با دو مشاور که توسط روزولت گماشته شدند، کسانی را که در انجام تخلفات جنایی دست داشتند، تبرئه کرد.

## ارجاعات
1. 1 2 3  American Biography.
2. ↑  Catalogue of the Delta Kappa Epsilon Fraternity.
3. ↑  Bulletin to the Schools.
4. ↑  The New York Red Book.
5. ↑  "'Electrical' Execution of 'Bat' Shea - 1896".
6. ↑  "1896: Bartholomew "Bat" Shea".
7. ↑  "Excellent prospects".
8. 1 2  New York State Men.
9. 1 2  "The Appointment of Payn".
10. ↑  "Obituary Notes: Frank S. Black".
11. ↑  Theodore Roosevelt Takes Charge.
12. ↑  "Is Black's Gang Trying to Paralyze the Erie Canal?".
13. ↑  "Roosevelt and Woodruff".
14. ↑  "Roosevelt Upsets Crokerism!".
15. ↑  "Report on the Canals".

### کتب
- Artwork Restoration Committee (2001). Artwork Restoration Project (PDF). Troy, NY: Friends of the Rensselaer County Court House. p. 6 – via Google Books.
- Bachelder, N. J. , Secretary (1909). New Hampshire Farms for Summer Homes. Concord, NH: State Board of Agriculture. p. 45 – via Google Books.
- Cutter, William Richard, ed. (1918). American Biography: A New Cyclopedia. Vol. II. New York, NY: The American Historical Society. pp. 347–348 – via Google Books.
- Delta Kappa Epsilon Fraternity (1890). Catalogue of the Delta Kappa Epsilon Fraternity. New York, NY: Council Publishing Company. p. 675 – via Google Books.
- Manning, James Hilton; Hills, Frederick Simon, eds. (1906). New York State Men: Biographic Studies and Character Portraits. Albany, NY: The Argus Company. p. 26 – via Google Books.
- Murlin, Edgar L. (1898). The New York Red Book. Albany, NY: James B. Lyon. p. 91 – via Google Books.
- Republican Club of the City of New York (1903). Proceedings at the Seventeenth Annual Lincoln Dinner. New York, NY: Freytag Printing. p. 15 – via Google Books.
- Whitelaw, Nancy (1992). Theodore Roosevelt Takes Charge. Morton Grove, IL: Albert Whitman & Company. pp. 99-100. ISBN 978-0-8075-7849-0 – via Internet Archive.

### مجلات
- "Obituary Notes: Frank S. Black". Editor and Publisher. New York, NY. March 29, 2013. p. 102 – via Google Books.
- "Governors of New York: Frank S. Black, 1897-98". Bulletin to the Schools. Albany, NY: The University of the State of New York. September 15, 1923. p. 61 – via Google Books.

### اینترنت
- "'Electrical' Execution of 'Bat' Shea - 1896". Correction History.org. New York Correction History Society. Retrieved April 23, 2020.
- Headsman (February 11, 2014). "1896: Bartholomew "Bat" Shea, political machine ballot-stuffer". Executed Today.com. Retrieved April 23, 2020.

### روزنامه‌ها
- "Excellent prospects for an honest election in Troy". New-York Tribune. New York, NY. October 8, 1894. p. 6 – via Newspapers.com.
- "The Appointment of Payn". The Literary Digest. New York, NY. February 13, 1897. p. 456 – via Google Books.
- "Is Black's Gang Trying to Paralyze the Erie Canal?". Buffalo Evening Times. Buffalo, NY. May 16, 1898. p. 7 – via Newspapers.com.
- "Roosevelt and Woodruff Will Lead to Victory". Buffalo Evening News. Buffalo, NY. September 28, 1898. p. 1 – via Newspapers.com.
- "Roosevelt Upsets Crokerism!". Buffalo Evening News. Buffalo, NY. November 3, 1898. p. 1 – via Newspapers.com.
- "Report on the Canals: Commission Says testimony Does Not Warrant Prosecutions". The Mail. Hagerstown, MD. July 21, 1899. p. 14 – via Newspapers.com.
- "Speech Made by Frank S. Black Nominating Theodore Roosevelt for the Presidency". Daily Freeman. Kingston, NY. June 23, 1904. p. 3 – via Hudson River Valley Heritage.
- "Odell Yields to Depew; Senatorship Fight Ends". The New York Times. New York, NY. December 30, 1904. p. 1 – via TimesMachine.
- "Murder Trials Unsought". The Bar. Morgantown, WV. May 1, 1905. p. 35 – via Google Books.
- "The Case of Caleb Powers". The Christian Work and Evangelist. New York, NY. June 24, 1905. p. 829 – via Google Books.
- "Ex-Gov. Black at the Lyric Tonight". Buffalo Evening News. Buffalo, NY. November 3, 1906. p. 13 – via Newspapers.com.
- "Sulzer in Tribute to Frank S. Black". Brooklyn Eagle. New York, NY. March 22, 1913. p. 3 – via Newspapers.com.
- "Death Notice, Mrs. Lois Hamlin Black". The Boston Globe. Boston, MA. Associated Press. November 11, 1931. p. 21 – via Newspapers.com.
- "Arthur Black, Referee in Bankruptcy, 73, Died in Winchester". The Boston Globe. Boston, MA. May 5, 1953. p. 16 – via Newspapers.com.
- Gilbert, Kevin (January 18, 2008). "This Day in 1908 in The Record: Jan. 18". The Record. Troy, NY.
- Friedman, Rose (January 29, 2020). "How The 'Molineux Rule' Permits Certain Witnesses In The Harvey Weinstein Trial". NPR.org. Washington, DC.